# Frank Tsadjout
Frank Cédric Tsadjout (sinh ngày 28 tháng 7 năm 1999) là một cầu thủ bóng đá chuyên nghiệp người Ý hiện đang thi đấu ở vị trí tiền đạo cho câu lạc bộ Cremonese tại Serie B.

## Sự nghiệp thi đấu

### Cittadella
Ngày 18 tháng 9 năm 2020, Frank gia nhập câu lạc bộ Cittadella tại Serie B theo dạng cho mượn. Anh ghi bàn thắng đầu tiên cho đội bóng trong chiến thắng 3-0 tại Serie B trước Brescia.

### Pordenone
Ngày 14 tháng 7 năm 2021, anh gia nhập Pordenone theo dạng cho mượn.

### Ascoli Calcio
Ngày 5 tháng 1 năm 2022, Frank chuyển đến Ascoli theo dạng cho mượn đến ngày 30 tháng 6 năm 2022.

### Cremonese
Ngày 15 tháng 7 năm 2022, Frank ký hợp đồng với Cremonese.

## Đời tư
Frank sinh ra tại Perugia, Ý và là người gốc Cameroon.

## Thống kê sự nghiệp

### Câu lạc bộ
Tính đến 4 tháng 6 năm 2023
| Câu lạc bộ          | Mùa giải            | Giải đấu                         | Giải đấu | Giải đấu | Cúp quốc gia | Cúp quốc gia | Châu Âu | Châu Âu | Khác | Khác | Tổng cộng | Tổng cộng |
| Câu lạc bộ          | Mùa giải            | Hạng                             | Trận     | Bàn      | Trận         | Bàn          | Trận    | Bàn     | Trận | Bàn  | Trận      | Bàn       |
| ------------------- | ------------------- | -------------------------------- | -------- | -------- | ------------ | ------------ | ------- | ------- | ---- | ---- | --------- | --------- |
| Milan               | 2019–20             | Serie A                          | 0        | 0        | 0            | 0            | 0       | 0       | 0    | 0    | 0         | 0         |
| Milan               | 2020–21             | Serie A                          | 0        | 0        | 0            | 0            | 0       | 0       | 0    | 0    | 0         | 0         |
| Milan               | 2021–22             | Serie A                          | 0        | 0        | 0            | 0            | 0       | 0       | 0    | 0    | 0         | 0         |
| Milan               | Tổng cộng           | Tổng cộng                        | 0        | 0        | 0            | 0            | 0       | 0       | 0    | 0    | 0         | 0         |
| Charleroi (mượn)    | 2019–20             | Giải bóng đá vô địch quốc gia Bỉ | 10       | 1        | 0            | 0            | –       | –       | 0    | 0    | 10        | 1         |
| Charleroi (mượn)    | 2020–21             | Giải bóng đá vô địch quốc gia Bỉ | 3        | 0        | 0            | 0            | –       | –       | 0    | 0    | 3         | 0         |
| Charleroi (mượn)    | Tổng cộng           | Tổng cộng                        | 13       | 1        | 0            | 0            | 0       | 0       | 0    | 0    | 13        | 1         |
| Cittadella (mượn)   | 2020–21             | Serie B                          | 27       | 3        | 1            | 0            | –       | –       | 0    | 0    | 28        | 3         |
| Pordenone (mượn)    | 2021–22             | Serie B                          | 15       | 1        | 1            | 0            | –       | –       | 0    | 0    | 16        | 1         |
| Ascoli (mượn)       | 2021–22             | Serie B                          | 17       | 4        | 0            | 0            | –       | –       | 0    | 0    | 17        | 4         |
| Cremonese           | 2022–23             | Serie A                          | 20       | 3        | 5            | 0            | –       | –       | –    | –    | 25        | 3         |
| Tổng cộng sự nghiệp | Tổng cộng sự nghiệp | Tổng cộng sự nghiệp              | 92       | 12       | 7            | 0            | 0       | 0       | 0    | 0    | 99        | 12        |

Ghi chú
1. ↑  Ra sân tại Coppa Italia